# James Byron Gordon

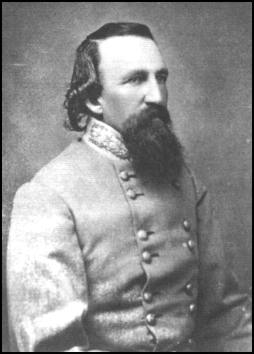
James B. Gordon

James Byron Gordon (* 2. November 1822 in Wilkesboro, North Carolina; † 18. Mai 1864 in Richmond, Virginia) war Brigadegeneral des konföderierten Heeres während des Sezessionskrieges.

## Leben
Nach seinem Studium am Emory & Henry College betätigte sich Gordon als Kaufmann und Farmer. 1850 war er Abgeordneter im Repräsentantenhaus von North Carolina. Seine Laufbahn im Heer der Konföderierten Staaten begann er als einfacher Soldat des Wilkes Valley Guards-Regimentes. Dort wurde er zum Leutnant und später zum Hauptmann befördert.  Wenig später erfolgte seine Beförderung zum Major im 1. North Carolina Kavallerie-Regiment. Dieses Regiment war Hamptons Brigade in J.E.B. Stuarts Kavalleriekorps zugeordnet. Im Frühjahr 1863 erfolgte Gordons Beförderung zum Oberst und die Ernennung zum Brigadekommandeur und am 28. September des gleichen Jahres seine Beförderung zum Brigadegeneral. Unter seiner Führung zeichnete sich die Brigade in den Gefechten an der Bethesda Church, bei Dumfries und Buckland Mills aus. Im Überland-Feldzug von 1864 hatten Gordons Vorposten als erste Kontakt zu den gegnerischen Truppen unter General Ulysses S. Grant, die den Rapidan überqueren wollten.
Einen Tag nach der Schlacht an der Yellow Tavern wurde Gordon nahe Meadow Bridge bei einem Angriff tödlich verwundet.
Gordon war ein Verwandter des Generals John B. Gordon.